# Ørjan Berg
Ørjan Berg (Bodø, 20 agosto 1968) è un ex calciatore norvegese, di ruolo centrocampista.

## Biografia
È figlio del giocatore Harald Berg. Anche lui, come i fratelli Runar e Arild, ha giocato a calcio a livello professionistico. Successivamente, anche il figlio Patrick è diventato un calciatore professionista.

## Carriera
In carriera ha giocato per il Bodø/Glimt, per il Rosenborg, per il Wettingen, per il Monaco 1860, per il Basilea, per chiudere la carriera prima al Bodø/Glimt e poi al Rosenborg.

## Palmarès

### Club
- Norgesmesterskapet: 3

Rosenborg: 1988, 2003
Bodø/Glimt: 1999
- Campionato norvegese: 8

Rosenborg: 1988, 1990, 2000, 2001, 2002, 2003, 2004, 2006

### Individuale
- Kniksen of the year: 1

2001
- Centrocampista dell'anno del campionato norvegese: 3

2000, 2001, 2002